# Drosophila imparisetae
Drosophila imparisetae är en tvåvingeart som beskrevs av Elmo Hardy 1965. Drosophila imparisetae ingår i släktet Drosophila och familjen daggflugor.
Artens utbredningsområde är Hawaii.